# Apache OpenOffice Impress
Apache OpenOffice Impress es un programa de edición de presentaciones de diapositivas similar a Microsoft Office PowerPoint. Es parte de la suite de oficina de Apache OpenOffice desarrollada por Sun Microsystems. Puede exportar presentaciones como archivos SWF de Adobe permitiendo que sean ejecutados en cualquier computadora con Adobe Flash Player instalado. También incluye la capacidad de crear archivos PDF. Impress sufre de la carencia de diseños de presentación listos para usarse. Sin embargo, se pueden obtener fácilmente en Internet plantillas de terceros.
Los usuarios de Apache OpenOffice Impress también pueden instalar la Open Clip Art Library (Biblioteca Abierta de Clip Art), que agrega una enorme galería de banderas, logos, iconos, estandartes y pancartas para presentaciones generales y proyectos de dibujo. Algunas distribuciones Linux, como Debian, Mandriva Linux y Ubuntu han proporcionado un paquete llamado openclipart listo para usar y fácil de bajar desde sus repositorios, instalando una galería de imágenes y sonidos para el Apache OpenOffice.

### Documentación oficial
- Impress Presentation FAQ (inglés)

### Recursos de terceros
- Impress Guide (enlace roto disponible en Internet Archive; véase el historial, la primera versión y la última). Libro sobre Impress del proyecto.

- Datos: Q1452265
- Multimedia: OpenOffice.org Impress / Q1452265